# 噻托溴铵
噻托溴铵（英語：Tiotropium bromide），一种治疗慢性阻塞性肺病（COPD）的长效（24小时）抗胆碱能支气管扩张药，勃林格殷格翰和輝瑞共同推出商品名为Spiriva的吸入式胶囊。